# Byrnes Mill
Byrnes Mill és una població dels Estats Units a l'estat de Missouri. Segons el cens del July 2008 tenia 2.910 habitants.

## Demografia
Segons el cens del 2000, Byrnes Mill tenia 2.376 habitants, 850 habitatges, i 669 famílies. La densitat de població era de 185 habitants per km².
Dels 850 habitatges en un 42,7% hi vivien nens de menys de 18 anys, en un 60,5% hi vivien parelles casades, en un 12,9% dones solteres, i en un 21,2% no eren unitats familiars. En el 15,1% dels habitatges hi vivien persones soles el 3,4% de les quals corresponia a persones de 65 anys o més que vivien soles. El nombre mitjà de persones vivint en cada habitatge era de 2,8 i el nombre mitjà de persones que vivien en cada família era de 3,08.
Per edats la població es repartia de la següent manera: un 29,4% tenia menys de 18 anys, un 9,9% entre 18 i 24, un 31,8% entre 25 i 44, un 22,8% de 45 a 60 i un 6,1% 65 anys o més.
L'edat mediana era de 32 anys. Per cada 100 dones de 18 o més anys hi havia 97,4 homes.
La renda mediana per habitatge era de 51.211 $ i la renda mediana per família de 56.029 $. Els homes tenien una renda mediana de 36.389 $ mentre que les dones 25.285 $. La renda per capita de la població era de 20.278 $. Entorn del 6,3% de les famílies i el 7,4% de la població estaven per davall del llindar de pobresa.

## Poblacions més properes
El següent diagrama mostra les poblacions més properes.